# James Forrestal
James Vincent Forrestal (ur. 15 lutego 1892 w Beacon, zm. 22 maja 1949 w Bethesda) – amerykański polityk.

## Życiorys
Urodził się 15 lutego 1892 roku na terenie hrabstwa Dutchess, jako syn irlandzkiego imigranta. Po ukończeniu szkoły pracował jako dziennikarz w gazecie, a następnie wstąpił do Dartmouth College. W 1912 roku przeniósł się na Uniwersytet Princeton, którego jednak nie ukończył, opuszczając uczelnię w 1915, z przyczyn finansowych. W czasie I wojny światowej służył w lotnictwie marynarki. Po wojnie podjął współpracę z firmą inwestycyjną z Nowego Jorku, której został prezesem w 1938 roku. W czerwcu 1940 roku został asystentem Franklina Delano Roosevelta, natomiast w sierpniu prezydent mianował go zastępcą sekretarza Marynarki Wojennej. W wyniku śmierci dotychczasowego sekretarza, Franka Knoxa, Forrestal zajął jego stanowisko. Gdy w 1947 roku wprowadzono ustawę o bezpieczeństwie narodowym, powołującą nowe ministerstwo – Departament Obrony, prezydent Harry Truman powołał Forrestala na sekretarza. Dwa lata później podał się do dymisji. Zmarł 22 maja 1949 roku w Bethesda. Popełnił samobójstwo, wyskakując przez okno szpitala.
Przestrzegał przed ZSRR i komunizmem. Uważał, że nie należy demobilizować zbyt szybko amerykańskiej armii.